# Барт Макгі
Бартоломью "Барт" Макгі (англ. Bartholomew "Bart" McGhee, 30 квітня 1899, Единбург, Сполучене Королівство — 26 січня 1979, Філадельфія, США) — американський футболіст, що грав на позиції нападника, зокрема, за клуби «Нью-Йорк Філд Клаб» та «Нью-Йорк Нешнелз», а також національну збірну США.

## Клубна кар'єра
У футболі дебютував 1917 року виступами за «Нью-Йорк Шіпбілдінг», в якій провів два сезони. 
Своєю грою за цю команду привернув увагу представників тренерського штабу клубу «Вольфенден Шор», до складу якого приєднався 1919 року. Відіграв за «Шор» за наступні два сезони своєї ігрової кар'єри.
1921 року уклав контракт з клубом «Філадельфія Гіберніан», у складі якого провів наступний рік своєї кар'єри гравця. 
З 1922 року два сезони захищав кольори клубу «Нью-Йорк Філд Клаб».  Більшість часу, проведеного у складі «Філд Клаб», був основним гравцем атакувальної ланки команди. Був одним з головних бомбардирів команди, маючи середню результативність на рівні 0,48 голу за гру першості.
З 1924 року один сезон захищав кольори команди «Флейшер Ярн».  Граючи у складі У складі також здебільшого виходив на поле в основному складі команди.
З 1925 року  захищав кольори «Нью-Йорк Нешнелз».  Тренерським штабом нового клубу також розглядався як гравець «основи». І в цій команді продовжував регулярно забивати, в середньому 0,43 рази за кожен матч чемпіонату.
Згодом з 1929 по 1930 рік грав в оренді в «Філадельфія Філд Клаб».
Завершив професійну ігрову кар'єру у клубі «Нью-Йорк Нешнелз» в 1931-му році. За дев'ять сезонів в Американської Лізі футболу забив 137 голів у 350 іграх.
| Дата          | Місто      | Господарі | Результат | Гості    | Турнір             | Голи | Примітки |
| ------------- | ---------- | --------- | --------- | -------- | ------------------ | ---- | -------- |
| 13 липня 1930 | Монтевідео | США       | 3 – 0     | Бельгія  | ЧС 1930 - 1-й етап | 1    |          |
| 17 липня 1930 | Монтевідео | США       | 3 – 0     | Парагвай | ЧС 1930 - 1-й етап | -    |          |
| 26 липня 1930 | Монтевідео | Аргентина | 6 – 1     | США      | ЧС 1930 - півфінал | -    |          |
| Усього        |            | Матчів    | 3         |          | Голів              | 2    |          |

Помер 26 січня 1979 року на 80-му році життя у місті Філадельфія.

## Титули і досягнення
- Бронзовий призер чемпіонату світу: 1930